# Région du Zanzan
Ne doit pas être confondu avec District du Zanzan.
La région du Zanzan, l'une des 19 régions de la Côte d'Ivoire, était une ancienne subdivision administrative de premier niveau en Côte d'Ivoire, en vigueur de  1997 à 2011. Sa capitale était Bondoukou et elle couvrait une  superficie de 38 251 km 2 . Depuis 2011, le territoire de l'ex-région du Zanzan est devenu coextensif avec celui de l'actuel district de Zanzan.

## Subdivision administrative
Au moment de sa dissolution en 2011, la région du Zanzan comprenait les sept départements suivants: Bondoukou, Bouna, Koun-Fao, Nassian, Sandégué, Tanda et Transua.